# Rune Sörmander
Rune Sörmander (ur. 14 listopada 1929, zm. 20 grudnia 2020) – szwedzki żużlowiec.

## Życiorys
Jeden z najbardziej utytułowanych szwedzkich żużlowców. Pierwszy raz w finale indywidualnych mistrzostw świata wystąpił w 1953 roku a następnie zakwalifikował się do sześciu kolejnych finałów w latach 1957-62. Najlepszy wynik osiągnął w 1957 r. w Londynie, gdzie zajął V miejsce. 
Pięciokrotnie uczestniczył w finałach drużynowych mistrzostw świata, zdobywając 5 medali: cztery złote (Malmö 1960, Slaný 1962, Wiedeń 1963, Abensberg 1964) oraz srebrny (Wrocław 1961). 
Sześciokrotnie zdobył medale indywidualnych mistrzostw Szwecji: trzy złote (Sztokholm 1955, Sztokholm 1958, Sztokholm 1959) srebrny (Sztokholm 1964) oraz dwa brązowe (Sztokholm 1957, Sztokholm 1961).